# 皇獨樹鬚魚
皇獨樹鬚魚為輻鰭魚綱鮟鱇目棘茄魚亞目鬚角鮟鱇科的其中一種，分布於西南太平洋紐西蘭海域，屬深海魚類，生活習性不明，不具任何經濟價值。